# Deena
Deena Herr (1993) Sabrina Herr que realiza performances bajo el nombre artístico Deena, es una cantante germana que trabaja en Uganda.
Es trabajadora social formada en Berlín, Deena fue descubierto en 2013 por un productor de música de Uganda mientras viajaba en Kampala. Su sencillo  Mumulete!  ("Traédmelo!") escrito en el idioma local lugandés y lanzado en 2015, fue un éxito viral en Uganda, llevándola a una carrera en la televisión y radio de Uganda. Deena ha atribuido parte de su éxito a la novedad de ser una mujer blanca cantando en un idioma local, lo que le agradece sobremanera el público.

## Obra

### Discografía

#### Simples
- Mumulete (2015)
- Kankuleke (2015)
- Gwe Anamponya (2015)